# Матіас Ніколас Гарсія
Матіас Ніколас Гарсія (англ. і ісп. Matías Nicolás García; 22 липня 1996, Ла-Банда) — аргентинський та мальтійський футболіст, опорний півзахисник клубу «Хамрун Спартанс».

## Біографія

### Клубна кар'єра
Вихованець аргентинського футболу, дебютував на професійному рівні у складі мальтійського клубу «Сенглі Атлетік», де виступав на правах оренди з «Бельграно» і в сезоні 2017/18 провів 23 матчі та забив 4 голи у чемпіонаті Мальти. У вересні 2018 року у статусі вільного агента уклав із «Сенглі Атлетік» повноцінний контракт.
Влітку 2019 року перейшов у «Флоріану». У сезоні 2019/20 провів за команду 18 матчів і забив 2 голи й після 20 турів посідав із командою перше місце у лізі. Після дострокового завершення чемпіонату у зв'язку з пандемією COVID-19 «Флоріана» була визнана чемпіоном Мальти. З 2021 року неодноразово з'являвся на полі з капітанською пов'язкою. У сезоні 2021/22 виграв з командою національний кубок.
Влітку 2025 року Гарсія став гравцем чинного чемпіона країни, клубу «Хамрун Спартанс»

### Кар'єра у збірній
Гарсія народився в Аргентині, але отримав можливість здобути громадянство Мальти після п'яти років проживання в країні. Наприкінці травня 2022 року було оголошено, що Гарсія отримав мальтійський паспорт і має право виступати за збірну Мальти. Дебютував у складі національної команди 1 червня у товариському матчі зі збірною Венесуели (0:1), в якому був замінений на 84-й хвилині. 7 червня 2024 року зіграв свій другий матч за збірну, вийшовши на заміну на 69 хвилині замість Раяна Камензулі у товариській грі проти Чехії (1:7)

## Досягнення
- Чемпіон Мальти: 2019/20
- Володар Кубка Мальти: 2021/22